# Antonina Woźna
Antonina Woźna (ur. 14 stycznia 1907 w Kamieńcu, zm. 1989 w Kamieńcu) – polska regionalistka, nauczycielka, pasjonatka folkloru wielkopolskiego.

## Życiorys
Antonina Woźna była najważniejszą osobą związaną z lokalnym folklorem w Przyprostyni. Urodziła się 14 stycznia 1907 roku w Kamieńcu, wówczas znajdującego się na terenie powiatu kościańskiego. W latach 1920–1925 uczęszczała do Państwowego Seminarium Nauczycielskiego Żeńskiego im. Marii Konopnickiej w Poznaniu. Po zdaniu egzaminu dojrzałości dostała posadę nauczycielki w szkole powszechnej w Perzynach koło Zbąszynia, gdzie pracowała w sierpniu 1931 roku. We wrześniu tego samego roku została przeniesiona do szkoły w Chraplewie koło Nowego Tomyśla, gdzie uczyła dwa lata. Stamtąd we wrześniu 1933 roku została skierowana do Przyprostyni, gdzie pracowała aż do wybuchu II wojny światowej.
W czasach okupacji niemieckiej Antonina Woźna przebywała w rodzinnym domu w Kamieńcu. W listopadzie 1940 roku została wysiedlona do Sławatycz nad Bugiem. Udzielała prywatnych lekcji języka polskiego, matematyki, historii i geografii. Później pracowała jako nauczycielka w Publicznej Szkole Powszechnej w Sławatyczach. Po zakończeniu wojny Antonina Woźna wróciła do Przyprostyni. W tamtejszej szkole pracowała aż do roku 1968, pełniąc również funkcję dyrektorki. Zmarła w 1989 roku w Kamieńcu, gdzie została pochowana.

## Działalność na rzecz folkloru wielkopolskiego
Pracując w szkole Antonina Woźna zwracała również uwagę na istotę tradycji i dziedzictwa kulturowego w edukacji. Zbierała i dokumentowała przejawy zanikającej zbąszyńskiej kultury ludowej. Gromadziła elementy materialnego i niematerialnego dziedzictwa kulturowego. Rozmawiała z mieszkańcami, spisywała przyśpiewki, przysłowia i wierzenia. Zbierała elementy strojów ludowych, między innymi czepce, spódnice, kurtki i buty. Uczestniczyła w weselach, gdzie przyglądała się lokalnym zwyczajom i obrzędom, które na bieżąco opisywała.
Popularyzacja lokalnego folkloru tanecznego i muzycznego to najszersza działalność Antoniny Woźnej. Oprócz „Wesela Przyprostyńskiego” utworzyła również szkolny zespół regionalny w Przyprostyni, a będąc już na emeryturze doprowadziła do założenia zespołu przy Szkole Podstawowej w Zbąszyniu. Tańców i przyśpiewek z weselnego widowiska obrzędowego uczyła również w Zespole Regionalnym przy Kole Gospodyń Wiejskich w Chrośnicy oraz Technikum Rolniczym w Trzciance.

### Wesele Przyprostyńskie
W oparciu o zebrane materiały Antonina Woźna opracowała scenariusz widowiska obrzędowego pt.: „Wesele Przyprostyńskie”. Taką samą nazwę nosi założony również przez nią zespół regionalny.
Po raz pierwszy „Wesele Przyprostyńskie” wystąpiło 28 lutego 1938 roku przy okazji otwarcia Muzeum Regionalnego Ziemi Zbąskiej w Przyprostyni. Prezentowane przez zespół widowisko określono mianem perły folkloru regionu zbąszyńskiego. Przyjęte zostało z wielkim entuzjazmem, co stało się bodźcem do rozszerzenia działalności zespołu i częstszego występowania. Antonina Woźna była wieloletnią kierowniczką zespołu.

### Nagrody i wyróżnienia
Za swoje zasługi na tle edukacyjnym i kulturalnym Antonina Woźna została uhonorowana wieloma odznaczeniami państwowymi, między innymi Krzyżem Kawalerskim Orderu Odrodzenia Polski, Srebrnym Krzyżem Zasługi, Orderem Wdzięczności Społecznej i Honorową Odznaką za zasługi w rozwoju województwa zielonogórskiego.

## Pamięć o Antoninie Woźnej

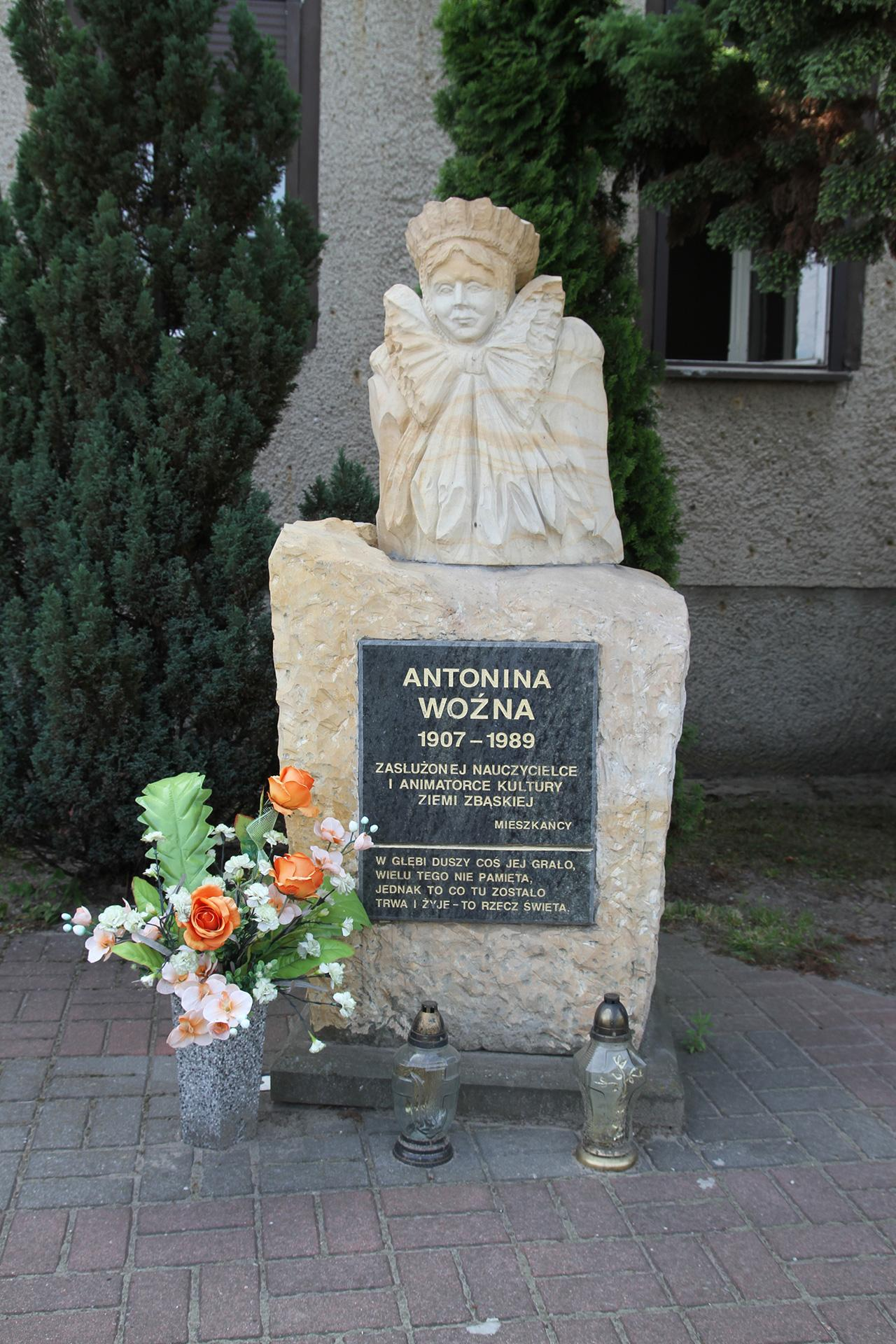
Pomnik Antoniny Woźnej w Przyprostyni k. Zbąszynia

W dowód uznania i pamięci lokalna społeczność Ziemi Zbąskiej  wybudowała pomnik nagrobny - popiersie Antoniny Woźnej w Kamieńcu. W uroczystości poświęcenia pomnika wzięła udział rodzina, lokalna społeczność, przedstawiciele Urzędu Miasta i Gminy Zbąszyń, sołtys Przyprostyni, członkowie Zespołu „Wesele Przyprostyńskie”, delegacje uczniów, członkowie szkolnego zespołu „Przyprostyńskie Koziołki” ze Szkoły Podstawowej, członkowie Ochotniczej Straży Pożarnej z Przyprostyni, wójt gminy Kamieniec oraz wielu mieszkańców Kamieńca i okolicy. W roku 2003 w Przyprostyni obchodzono również ceremonię nadania imienia szkole oraz odsłonięcie popiersia Antoniny Woźnej.
w 2017 roku Biblioteka Publiczna w Zbąszyniu zrealizowała projekt pt. „W głębi duszy coś nam gra – filmowa historia o Antoninie Woźnej”, którego pomysłodawczynią i koordynatorką była Magdalena Rożek. Działanie wspierała między innymi Zbąszyńska Telewizja Kablowa, w której siedzibie uczniowie korzystali ze specjalistycznego sprzętu i uczestniczyli w zajęciach doszkalających z produkcji filmowej. Film o Antoninie Woźnej znakomicie wpisał się w obchodzoną w tym samym roku przez „Wesele Przyprostyńskie” osiemdziesiątą rocznicę założenia zespołu, a jego premiera odbyła się na tegorocznej Biesiadzie Koźlarskiej pamięci Antoniny Woźnej na Rynku w Zbąszyniu.